# Contea di Scott (Kansas)
La contea di Scott (in inglese Scott County) è una contea dello Stato del Kansas, negli Stati Uniti. La popolazione al censimento del 2000 era di 5 120 abitanti. Il capoluogo di contea è Scott City.